# Muzafer Hadžiabdić
Muzafer Hadžiabdić (* 18. Juni 1972 in Novi Pazar) ist ein ehemaliger Handballspieler.
Der linkshändige rechte Rückraumspieler spielte bis Mai 1994 beim SC Freising, von 1994 bis 1996 beim CSC Erlangen, 1996/1997 beim TV Eitra, 1997/1998 beim EHV Aue, von Januar bis Mai 1999 beim Stralsunder HV, 1999 bis 2001 beim TV Gelnhausen, 2001/2002 beim TV Groß Umstadt, 2004/2005 bei der HSG Langenau/Elchingen und von 2005 bis 2011 beim TSV 2000 Rothenburg
Mit dem TV Eitra, EHV Aue und dem Stralsunder HV spielte er in der 2. Handball-Bundesliga. Bei Rothenburg war er in der Saison 2006/2007 mit 183 Toren bester Torschütze der Bayernliga.
Hadžiabdić ist gelernter EDV-Programmierer.

## Belege
1. ↑  www.tv-oppenweiler.de (Memento vom 31. Januar 2008 im Internet Archive)
2. ↑  www.tv-oppenweiler.de (Memento vom 31. Januar 2008 im Internet Archive)
3. ↑  www.tsv2000rothenburg.de
4. ↑  www.nordbayern.de, 17. November 2011, abgerufen am 21. Februar 2021
5. ↑  www.bliga.info
6. ↑  www.tsv2000rothenburg.de

| Personendaten    | Personendaten              |
| ---------------- | -------------------------- |
| NAME             | Hadžiabdić, Muzafer        |
| KURZBESCHREIBUNG | serbischer Handballspieler |
| GEBURTSDATUM     | 18. Juni 1972              |
| GEBURTSORT       | Novi Pazar                 |